# Ngee
Ngee (* 1995 oder 1996, bürgerlich Nikolas Schüssler, Eigenschreibweise NGEE) ist ein deutscher Rapper aus Berlin-Neukölln.

## Leben
Ngee ist als Sohn eines albanischen Vaters und einer deutschen Mutter in Berlin aufgewachsen.  Er veröffentlichte zuerst Handyvideos über Instagram. Sein Name besteht aus N, der Initiale seines Vornamens und Gee für Gangster. Er wurde von Nimo entdeckt und auf dessen Label LL veröffentlicht. Sein erster Track Dealer erschien im November 2019 auf Nimos Kanal WirsindLL. Im März 2020 folgte Ya Maschara zusammen mit Nimo, sein erster Charterfolg mit Platz 93. Es folgte Kinder der Straße mit Zino, der Platz 83 der deutschen Charts erreichte. Auch die folgenden Singles Nada (mit Ra’is) und Leben erreichten die Charts. Am 23. Oktober 2020 wurde er auf dem Celo & Abdi-Song Zero Zero gefeaturet.
Musikalisch orientierte er sich am klassischen Gangsta-Rap deutscher Prägung. Am 30. Oktober 2020 erschien sein Mixtape Straßenapotheker.
Ngee stand seit April 2021 bei Capital Bras Label Bra Musik unter Vertrag. Im Oktober 2022 gab er bekannt, dass er nicht mehr Teil des Labels sei.

## Diskografie
Mixtapes

| Jahr | Titel Musiklabel                           | Höchstplatzierung, Gesamtwochen, AuszeichnungChartplatzierungen (Jahr, Titel, Musiklabel, Platzierungen, Wochen, Auszeichnungen, Anmerkungen) | Höchstplatzierung, Gesamtwochen, AuszeichnungChartplatzierungen (Jahr, Titel, Musiklabel, Platzierungen, Wochen, Auszeichnungen, Anmerkungen) | Höchstplatzierung, Gesamtwochen, AuszeichnungChartplatzierungen (Jahr, Titel, Musiklabel, Platzierungen, Wochen, Auszeichnungen, Anmerkungen) | Anmerkungen                            |
| Jahr | Titel Musiklabel                           | DE | AT | CH | Anmerkungen                            |
| ---- | ------------------------------------------ | --- | --- | --- | -------------------------------------- |
| 2020 | Straßenapotheker Epic Records (Sony)       | DE67 (1 Wo.)DE | AT62 (1 Wo.)AT | CH72 (1 Wo.)CH | Erstveröffentlichung: 30. Oktober 2020 |
| 2021 | Normalität Epic Records (Sony)             | DE17 (2 Wo.)DE | AT12 (1 Wo.)AT | CH12 (2 Wo.)CH | Erstveröffentlichung: 6. August 2021   |
| 2022 | Kinder der Straße Bra Music (UMG)          | DE28 (2 Wo.)DE | AT27 (2 Wo.)AT | CH24 (1 Wo.)CH | Erstveröffentlichung: 26. August 2022  |
| 2024 | GTA Berlin Kinder der Straße (Chapter ONE) | DE59 (1 Wo.)DE | — | CH58 (1 Wo.)CH | Erstveröffentlichung: 21. März 2024    |